# Пуертесито, Ла Лагуна (Болањос)
Пуертесито, Ла Лагуна (шп. Puertecito, La Laguna) насеље је у Мексику у савезној држави Халиско у општини Болањос. Насеље се налази на надморској висини од 1350 м.

## Становништво
Према подацима из 2005. године у насељу је живело 8 становника.

### Хронологија
| Година       | 2000        | 2005 |
| ------------ | ----------- | ---- |
| Становништво | 24 (7 / 17) | 8    |

### Попис
| # | Индикатор                        | Вредност |
| - | -------------------------------- | -------- |
| 1 | Укупно појединачних домаћинстава | 1        |